# Houlle
Houlle é uma comuna francesa na região administrativa de Altos da França, no departamento de Pas-de-Calais. Estende-se por uma área de 6,52 km². Em 2010 a comuna tinha 1 150 habitantes (densidade: 176,4 hab./km²).